# لوران پاگانلی
لوران پاگانلی (انگلیسی: Laurent Paganelli؛ زادهٔ ۲۰ اکتبر ۱۹۶۲) بازیکن فوتبال اهل فرانسه است.
از باشگاه‌هایی که در آن بازی کرده‌است می‌توان به باشگاه فوتبال سن-اتین اشاره کرد.